# Ptooff!
| Оценки критиков                   | Оценки критиков |
| Источник                          | Оценка          |
| --------------------------------- | --------------- |
| AllMusic                          | [ 1 ]           |
| The Encyclopedia of Popular Music | [ 2 ]           |
| Uncut                             | [ 3 ]           |

Ptooff! — дебютный студийный альбом английской психоделик-рок-группы The Deviants, выпущенный в 1967 году на лейбле Underground Impresarios.

## Об альбоме
Мик Фаррен и Рассел Хантер познакомились с 21-летним миллионером Найджелом Самуэлем, который профинансировал 700 фунтов стерлингов, необходимых для записи альбома.

## Релиз
Ptooff!! был выпущен в 1967 году и 8000 копий было продано с их представительским лейблом через заказ по почте с помощью  андерграундной прессы Великобритании, такой как Oz и International Times, прежде чем его выпустила Decca Records. На внутренней обложке альбом был описан как the deviants underground l.p.
В середине 80-х годов альбом был переиздан лейблом Psycho. Обложка раскладывалась шесть раз и была снабжена подробными заметками, включая обзор Джона Пила: «[Есть] немного того, что не хорошо, много того, что отлично, и временами мелькает великолепное.». В мультяшной рисовке имеются две цитаты на три панели; одна из них, цитата Тули Купферберга «Когда меняется лад музыки, стены города дрожат». Ptooff! также был переиздан на CD в 1992 году Drop Out Records.

## Отзывы критиков
Record Collector назвал альбом «неотразимо странствующим шквалом приземистых блюзовых психических проблем; звуков кариеса и зловонных вспышек.»

## Список композиций
| №  | Название           | Автор(ы)                                                    | Длительность |
| -- | ------------------ | ----------------------------------------------------------- | ------------ |
| 1. | «Opening»          | Сид Бишоп, Мик Фаррен, Рассел Хантер, Корд Риз, Стив Спаркс | 0:08         |
| 2. | «I'm Coming Home»  | Бишоп, Фаррен, Хантер                                       | 5:59         |
| 3. | «Child of the Sky» | Фаррен, Риз, Хаммонд                                        | 4:32         |
| 4. | «Charlie»          | Бишоп, Фаррен                                               | 3:56         |
| 5. | «Nothing Man»      | Фаррен, Мур                                                 | 4:21         |

| №  | Название           | Автор(ы)              | Длительность |
| -- | ------------------ | --------------------- | ------------ |
| 1. | «Garbage»          | Бишоп, Фаррен, Хантер | 5:36         |
| 2. | «Bun»              | Риз                   | 2:42         |
| 3. | «Deviation Street» | Фаррен                | 9:01         |

## Участники записи
- Мик Фаррен — вокал, фортепиано
- Сид Бишоп — гитара, ситар
- Корд Рис — бас-гитара, испанская гитара
- Рассел Хантер — ударные, бэк-вокал
- Дункан Сандерсон — вокал и бормотание
- Стивен Спаркс — вокал и бормотание
- Дженнифер Эшворт — вокал и бормотание